# The Manster
Pour plus de détails, voir Fiche technique et Distribution.
The Manster est un film d'horreur et de science-fiction américain-japonais tourné au Japon et réalisé par George P. Breakston et Kenneth G. Crane.

## Synopsis
Le correspondant américain Larry Stanford travaille au Japon depuis quelques années. Son dernier reportage a dernière mission avant de retourner auprès de sa femme aux États-Unis est une entrevue avec le scientifique Robert Suzuki qui vit au sommet d'une montagne volcanique. Au cours de la brève interview, le Dr Suzuki discute aimablement de ses travaux sur l'évolution causée par les rayons cosmiques sporadiques dans l'atmosphère, et affirme avoir découvert une méthode pour produire un changement évolutif par des moyens chimiques. Suzuki sert à Larry une libation droguée, le faisant tomber dans un sommeil profond. Annonçant à Tara son assistante sexy que Larry est le candidat parfait pour ses dernières expériences évolutionnaires, il injecte une substance inconnue dans l'épaule de Larry. Au réveil, Larry est inconscient de la vraie situation et accepte l'invitation de Suzuki de passer la semaine prochaine des vacances en touriste avec lui au Japon. Pendant cette période, Suzuki utilise Tara comme appât sexuel en conditionnant Larry avec des bains minéraux et de grandes quantités d'alcool.
Sur ces entrefaites, l'épouse de Larry s'est rendue au Japon pour le ramener chez elle. Lorsqu'il est confronté, Larry refuse de quitter Tara. Après quelques verres ce soir-là, Larry examine son épaule douloureuse pour découvrir qu'un gros globe oculaire s'est développé à l'endroit de l'injection du Dr Suzuki. Devenant distant et solitaire, Larry erre à Tokyo tard dans la nuit. Il assassine une femme dans la rue, un moine bouddhiste et un psychiatre, tout en changeant lentement de forme, aboutissant à la croissance d'une seconde tête. Cherchant un remède, Larry monte le volcan jusqu'au laboratoire du Dr Suzuki. Entrant dans le laboratoire, Larry tue Suzuki et met le feu au bâtiment alors que Tara s'enfuit. Larry se divise en deux corps complètement séparés, l'un "normal, tandis que le deuxième corps monstrueux attrape Tara et la jette dans le volcan. Lorsque la femme de Larry et la police arrivent, il pousse le corps monstrueux dans le volcan. Larry, maintenant guéri, est emmené par la police, bien qu'il ne soit pas évident de quelle responsabilité morale ou juridique il a pour ses actes de violence.

## Fiche technique
Source :  IMDb
- Titre : The Manster
- Réalisateur : George P. Breakston et Kenneth G. Crane
- Producteur : George P. Breakston
- Scénario : Walter J. Sheldon, George P. Breakston
- Musique : Hiroki Ogawa
- Photographie : David Mason
- Société de production : Shaw-Breakston Enterprises
- Durée : 72 minutes
- Pays  États-Unis,  Japon
- Dates de sortie en salles : 
  - Japon : 10 juillet 1959[2]
  - Mexique : 24 novembre 1960
  - États-Unis : 28 mars 1962

## Distribution
- Peter Dyneley : Larry Stanford
- Jane Hylton : Linda Stanford
- Tetsu Nakamura : Dr. Robert Suzuki
- Terri Zimmern : Tara
- Norman Van Hawley : Ian Matthews
- Jerry Ito : Aida, le policier
- Toyoko Takechi (ja) : Emiko Suzuki
- Kenzo Kuroki : Genji Suzuki
- Alan Tarlton : Dr. H.B. Jennsen, psychiatre
- Shinpei Takagi : le prêtre du temple
- George Wyman : le monstre